# Ulmeritis carbonelli
Ulmeritis carbonelli är en dagsländeart som beskrevs av Jay R. Traver 1956. Ulmeritis carbonelli ingår i släktet Ulmeritis och familjen starrdagsländor. Inga underarter finns listade i Catalogue of Life.